# ささき三枝
ささき 三枝（ささき みえ、1979年4月9日 - ）は、日本の女優。旧芸名は佐々木 三枝（読み同じ）。
広島県出身。地元の大学を卒業後、女優を志して上京。映画監督の堤幸彦らが主宰するワークショップに通い、舞台での活動を経て映像分野へ進出する。
過去にはアリー・エンターテイメントとアニモプロデュースに所属していた。

## 出演

### テレビドラマ
- TRICK2（2002年、テレビ朝日）
- 愛なんていらねえよ、夏（2002年、TBS） - ホステス 役
- リバースエッジ 大川端探偵社 第5話（2014年、テレビ東京） - 主婦 役
- びったれ!!!（2015年、テレビ神奈川 ほか）
- ヤメゴク〜ヤクザやめて頂きます〜 第8話（2015年、TBS） - 報道員 役
- 夢を与える 第4話（2015年、WOWOW） - AP森 役
- ヒガンバナ〜警視庁捜査七課〜 第3話・第10話（2016年、日本テレビ）
- とと姉ちゃん 第40話（2016年、NHK）
- 家売るオンナ 第7話（2016年、日本テレビ）
- メディカルチーム レディ・ダ・ヴィンチの診断 第8話（2016年、関西テレビ）

### ネット配信ドラマ
- キャンとスロチャン（2014年、UULA×ShortShorts）[3]

### 映画
- ピカ☆ンチ LIFE IS HARDだけどHAPPY（2002年、監督：堤幸彦）
- クジラのいた夏（2014年、監督：吉田康弘）
- 水の声を聞く（2014年、監督：山本政志）
- イン・ザ・ヒーロー（2014年、監督：武正晴）
- 種をまく人（2019年、監督：竹内洋介）[4]

### 舞台
- STRAYDOG公演『悲しき天使』（2004年）
- 笹塚ファクトリープロデュース 落語＋一人芝居『三枚起請＋α』（2005年）
- 笹塚ファクトリープロデュース 落語芝居連続40ステージ公演（2005年）
- 劇団ムカシ玩具公演『陽炎 ゆらぎ』（2006年）
- 劇団D・Nプロデュース『御化物』（2009年）
- amipro×KENPRODUCE『なつきとおばけくぬぎ』（2010年）
- amipro『ふしぎ遊戯』（2010年）
- amipro『ふしぎ遊戯〜朱雀編〜』（2011年）
- アリー・エンターテイメントプロデュース『湯河原ドリフターズ』（2011年） - 公演終盤「桜の間」出演メンバー 兼 制作担当[5]
- アリー・エンターテイメントプロデュース ざ☆よろきん旗上公演『纏若衆〜木遣り唄〜』（2012年）